# Xysta incana
Xysta incana là một loài ruồi trong họ Tachinidae.